# Vaux-Marquenneville
Vaux-Marquenneville è un comune francese di 80 abitanti situato nel dipartimento della Somme nella regione dell'Alta Francia.

## Società

### Evoluzione demografica
Abitanti censiti